# 荒木忍国
荒木 忍国（あらき の おしくに、生没年不詳）は、奈良時代から平安時代初期にかけての貴族。氏は荒城、名は押国とも記される。氏姓は荒木臣、のち大荒木臣。贈外従五位下・荒木道麻呂の子。官位は従五位下・遠江介。

## 出自
荒木氏（荒木臣）は、中臣氏と同祖とする天神系氏族。大和国宇智郡の荒木神社の鎮座地（現在の奈良県五條市今井町）の地名に因むと想定される。

## 経歴
左京の人。称徳朝の天平神護3年（767年）父の道麻呂とともに、墾田100町・稲12500束・荘（生産物を貯蔵する倉を中心として周辺に園地を配した一区画）3ヶ所を西大寺に献上する。道麻呂はまもなく没したため外従五位下を贈られ、忍国は无位から外従五位下に叙せられた。翌神護景雲2年（768年）左兵庫助に任ぜられる。
光仁朝の宝亀4年（773年）に養老5年（721年）以前の戸籍では大荒木臣となっていたところ、神亀4年（727年）以降の戸籍では「大」の字が付けられなかったとして、荒木臣から大荒木臣に改姓した。宝亀8年（777年）遠江介として地方官に遷る。
桓武朝初頭の天応2年（782年）氷上川継の乱が発生するとその対策のためか、主馬助に任ぜられ京官に復す。その後、内位の従五位下に叙せられ、桓武朝末の延暦23年（804年）20年以上振りに遠江介に再任されている。

## 官歴
『続日本紀』による。
- 天平神護3年（767年） 5月20日：外従五位下（直叙）
- 神護景雲2年（768年） 8月19日：左兵庫助
- 宝亀4年（773年） 8月8日：荒木臣から大荒木臣に改姓
- 宝亀8年（777年） 10月13日：遠江介
- 天応2年（782年） 閏正月11日：主馬助
- 時期不詳：従五位下（内位）
- 延暦23年（804年） 正月24日：遠江介